# Административно-территориальное деление Вологодского района
Вологодский район — административно-территориальная единица в Вологодской области Российской Федерации. В рамках организации местного самоуправления ему соответствует одноимённое муниципальное образование Вологодский муниципальный округ.
Административный центр округа — город Вологда ( входит в состав района).

## Административно-территориальные единицы

Сельсоветы Вологодского района

Вологодский район в рамках административно-территориального устройства, включает 23 сельсовета:
| №  | Сельсовет           | Соответствующее муниципальное образование |
| -- | ------------------- | ----------------------------------------- |
| 1  | Березниковский      | Новленское СП                             |
| 2  | Борисовский         | Кубенское СП                              |
| 3  | Вепревский          | Кубенское СП                              |
| 4  | Вотчинский          | Новленское СП                             |
| 5  | Высоковский         | Кубенское СП                              |
| 6  | Гончаровский        | Майское СП                                |
| 7  | Кипеловский         | Старосельское СП                          |
| 8  | Кубенский           | Кубенское СП                              |
| 9  | Лесковский          | Сосновское СП                             |
| 10 | Марковский          | Подлесное СП                              |
| 11 | Несвойский          | Кубенское СП                              |
| 12 | Нефедовский         | Новленское СП                             |
| 13 | Новленский          | Новленское СП                             |
| 14 | Октябрьский         | Майское СП                                |
| 15 | Подлесный           | Подлесное СП                              |
| 16 | Прилукский          | Прилукское СП                             |
| 17 | Пудегский           | Старосельское СП                          |
| 18 | Рабоче-Крестьянский | Майское СП, Сосновское СП, Спасское СП    |
| 19 | Семёнковский        | Семёнковское СП                           |
| 20 | Сосновский          | Сосновское СП                             |
| 21 | Спасский            | Спасское СП                               |
| 22 | Старосельский       | Старосельское СП                          |
| 23 | Федотовский         | Федотовское СП                            |

## Муниципальные образования

Муниципальные образования с 2017 года

В состав муниципального района с 2017 года входят 10 сельских поселений.
| Муниципальное образование        | Административный центр | Административно-территориальные единицы (состав по структуре ОКАТО)    |
| -------------------------------- | ---------------------- | ---------------------------------------------------------------------- |
| Кубенское сельское поселение     | Кубенское              | Борисовский, Вепревский, Высоковский, Кубенский, Несвойский сельсоветы |
| Майское сельское поселение       | Майский                | Рабоче-Крестьянский, Октябрьский, Гончаровский сельсоветы              |
| Новленское сельское поселение    | Новленское             | Березниковский, Вотчинский, Нефедовский, Новленский сельсоветы         |
| Подлесное сельское поселение     | Огарково               | Подлесный, Марковский сельсоветы                                       |
| Прилукское сельское поселение    | Дорожный               | Прилукский сельсовет                                                   |
| Семёнковское сельское поселение  | Семёнково              | Семёнковский сельсовет                                                 |
| Сосновское сельское поселение    | Сосновка               | Сосновский, Лесковский, частично Рабоче-Крестьянский сельсоветы        |
| Спасское сельское поселение      | Непотягово             | Спасский, частично Рабоче-Крестьянский сельсоветы                      |
| Старосельское сельское поселение | Стризнево              | Кипеловский, Пудегский, Старосельский сельсовет                        |
| Федотовское сельское поселение   | Федотово               | Федотовский сельсовет                                                  |

### История муниципального устройства

Муниципальные образования в 2006—2009 гг.

Первоначально, в рамках организации местного самоуправления 1 января 2006 года на территории муниципального района было образовано 23 сельских поселения, большинство из которых по составу совпадало с одноимённым сельсоветами.
| Муниципальное образование              | Административный центр | Административно-территориальные единицы (состав по структуре ОКАТО) |
| -------------------------------------- | ---------------------- | ------------------------------------------------------------------- |
| Березниковское сельское поселение      | Березник               | Березниковский сельсовет                                            |
| Борисовское сельское поселение         | Борисово               | Борисовский сельсовет                                               |
| Вепревское сельское поселение          | Макарово               | Вепревский сельсовет                                                |
| Вотчинское сельское поселение          | Севастьяново           | Вотчинский сельсовет                                                |
| Высоковское сельское поселение         | Мынчаково              | Высоковский сельсовет                                               |
| Гончаровское сельское поселение        | Заря                   | Гончаровский сельсовет                                              |
| Кипеловское сельское поселение         | Кипелово               | Кипеловский сельсовет                                               |
| Кубенское сельское поселение           | Кубенское              | Кубенский сельсовет                                                 |
| Лесковское сельское поселение          | Лесково                | Лесковский, частично Рабоче-Крестьянский сельсоветы                 |
| Марковское сельское поселение          | Васильевское           | Марковский сельсовет                                                |
| Несвойское сельское поселение          | Остахово               | Несвойский сельсовет                                                |
| Нефедовское сельское поселение         | Нефедово               | Нефедовский сельсовет                                               |
| Новленское сельское поселение          | Новленское             | Новленский сельсовет                                                |
| Октябрьское сельское поселение         | Молочное               | Октябрьский сельсовет                                               |
| Подлесное сельское поселение           | Огарково               | Подлесний сельсовет                                                 |
| Прилукское сельское поселение          | Дорожный               | Прилукский сельсовет                                                |
| Пудегское сельское поселение           | Уткино                 | Пудегский сельсовет                                                 |
| Рабоче-Крестьянское сельское поселение | Майский                | Рабоче-Крестьянский сельсовет                                       |
| Семёнковское сельское поселение        | Семёнково              | Семёнковский сельсовет                                              |
| Сосновское сельское поселение          | Сосновка               | Сосновский сельсовет                                                |
| Спасское сельское поселение            | Непотягово             | Спасский сельсовет, деревня Норобово                                |
| Старосельское сельское поселение       | Стризнево              | Старосельский сельсовет                                             |
| Федотовское сельское поселение         | Федотово               | Федотовский сельсовет                                               |

В апреле 2009 года были упразднены и объединены сельские поселения:
- Борисовское, Вепревское, Высоковское, Несвойское — включены в Кубенское с центром в селе Кубенское;
- Березниковское, Вотчинское, Нефедовское — включены в Новленское с центром в селе Новленское;
- Гончаровское, Октябрьское, Рабоче-Крестьянское — объединены в Майское с центром в посёлке Майский;
- Кипеловское, Пудегское — включены в Старосельское с центром в деревне Стризнево.

В ноябре 2010 года из Майского сельского поселения в Спасское были переданы 11 деревень Рабоче-Крестьянского сельсовета: Александровское, Бродки, Доводчиково, Епифанка, Ильинское, Круголка, Круглица, Леушкино, Нелидово, Никитино, Починок.
| Муниципальное образование        | Административный центр | Административно-территориальные единицы (состав по структуре ОКАТО)    |
| -------------------------------- | ---------------------- | ---------------------------------------------------------------------- |
| Кубенское сельское поселение     | Кубенское              | Борисовский, Вепревский, Высоковский, Кубенский, Несвойский сельсоветы |
| Лесковское сельское поселение    | Лесково                | Лесковский, частично Рабоче-Крестьянский сельсоветы                    |
| Майское сельское поселение       | Майский                | Рабоче-Крестьянский, Октябрьский, Гончаровский сельсоветы              |
| Марковское сельское поселение    | Васильевское           | Марковский сельсовет                                                   |
| Новленское сельское поселение    | Новленское             | Березниковский, Вотчинский, Нефедовский, Новленский сельсоветы         |
| Подлесное сельское поселение     | Огарково               | Подлесный сельсовет                                                    |
| Прилукское сельское поселение    | Дорожный               | Прилукский сельсовет                                                   |
| Семёнковское сельское поселение  | Семёнково              | Семёнковский сельсовет                                                 |
| Сосновское сельское поселение    | Сосновка               | Сосновский сельсовет                                                   |
| Спасское сельское поселение      | Непотягово             | Спасский сельсовет                                                     |
| Старосельское сельское поселение | Стризнево              | Кипеловский, Пудегский, Старосельский сельсовет                        |
| Федотовское сельское поселение   | Федотово               | Федотовский сельсовет                                                  |

Муниципальные образования в 2010—2017 гг.

К июню 2017 года были упразднены сельские поселения: Марковское (включено в Подлесное) и Лесковское (включено в Сосновское).